# Apagão nos Estados Unidos e Canadá em 2003

Estados e províncias afetados pelo apagão. Nem todas as áreas dos limites políticos de cada região foram afetadas.

O apagão estadunidense e canadense de 2003 foi uma queda de energia generalizada que ocorreu em partes do Nordeste e Meio-Oeste dos Estados Unidos e em Ontário, Canadá na quinta-feira, 14 de agosto de 2003, pouco antes de 16h10 (hora local, UTC−4). Um total de 55 milhões de pessoas foram afetadas pelo apagão, 10 milhões no Canadá e 45 milhões nos Estados Unidos.
O blackout causou transtornos no trânsito, nos sistemas de comunicação, nos aeroportos e hospitais.
Segundo reportagem do "The New York Times", o apagão de 2003 nos EUA deixou prejuízos de mais US$ 6 bilhões.

## Causa
A causa aproximada do apagão foi uma falha de software no sistema de alarme da sala de controle de uma subestação da FirstEnergy, em Akron, uma companhia com sede em Ohio, que deixou os operadores desinformados sobre a necessidade de redistribuir carga depois que galhos e folhagens caíram sobre as linhas de transmissão sobrecarregadas. O que deveria ter sido um apagão localizado e gerenciável tornou-se num efeito dominó que resultou no colapso da rede de eletricidade da região.
Existia uma falha de software conhecida como "race condition" no sistema XA/21 de gerenciamento de energia elétrica. Após causado, a falha atrasou o sistema de alarme da FirstEnergy por mais de uma hora. Operadores de sistemas não estavam informados do mau-funcionamento. A falha impediu alertas de mudanças importantes no sistema.
Eventos foram processados após a falha no sistema, e o servidor primário caiu dentro de 30 minutos. Então, todos os processos (incluindo o próprio sistema de alarme) foram transferidos para o servidor de backup, que falhou às 14h54. A falha no servidor atrasou as atualizações sobre o estado do sistema na tela dos operadores, que eram de 1 a 3 segundos, para 59 segundos. A falta de alarmes causou os operadores a dispensar uma ligação do Sistema Americano de Energia sobre um lapso e reabertura de uma linha compartilhada de 345 kV no nordeste de Ohio. Entretanto, às 15h42, após a própria sala de controle sofrer um apagão, os operadores de controle informaram o suporte técnico (que já estavam examinando problemas na rede) sobre o problema no sistema de alarme.

## Relatório final
Em Abril de 2004, a comissão do sistema elétrico EUA-Canadá divulgou seu relatório final, definindo as coisas do blackout em 4 grupos:
1. FirstEnergy e seu comitê de planejamento "falhou em examinar e compreender as inadequações do seu sistema, particularmente em respeito a instabilidade e vulnerabilidade da área de Cleveland-Akron, e não operou seu sistema com critérios de voltagem apropriados"
2. FirstEnergy "não reconheceu ou compreendeu a condição em deterioração do seu sistema
3. FirstEnergy "falhou em gerenciar o fator de crescimento das árvores ao redor da sua linha de transmissão
4. "Falha na organização do sistema de grade interconectado em prover um diagnóstico em tempo-real efetivo"

## Áreas afetadas
|                                                                         |  |  |
| Imagem de satélite da NOAA um dia antes e na noite da queda de energia. |  |  |

| Cidade | Número de pessoas afetadas |
| --- | -------------------------- |
| Região Metropolitana de Nova Iorque | 14 300 000                 |
| Região Metropolitana de Toronto | 8 300 000                  |
| Newark e condados ao redor | 6 980 000                  |
| Detroit e região | 5 400 000                  |
| Cleveland e região metropolitana | 2 900 000                  |
| Ottawa | 780 000 a 1 120 000*       |
| Buffalo e região | 1 100 000                  |
| Rochester | 1 050 000                  |
| Baltimore e condados ao redor | 710 000                    |
| London (Ontário) e região | 475 000                    |
| Toledo | 310 000                    |
| Windsor | 208 000                    |
| Total estimado | 55 000 000                 |
| *Ottawa-Gatineau é um caso especial em que é dividido por um limite provincial e as redes de Ontário e Quebec não se conectam de forma síncrona. Gatineau tinha energia. Isso podia ser visto ao atravessar a Ponte Portage entre Gatineau e Ottawa - o corte foi na linha provincial (luzes de rua na ponte ainda estavam acesas no lado quebequense da estrutura.) |                            |

## Galeria de fotos

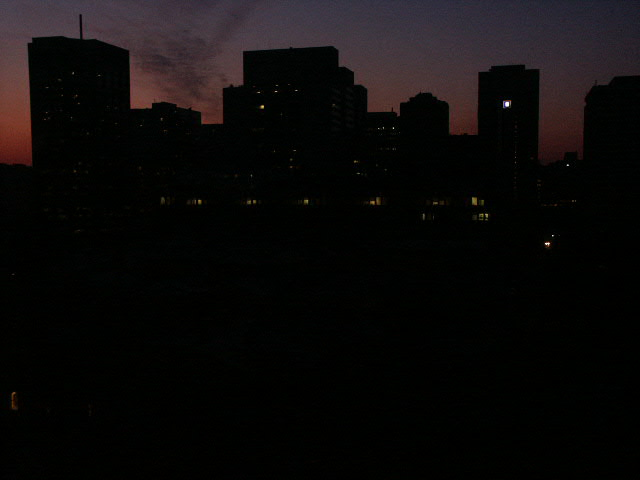
Toronto às escuras durante o apagão
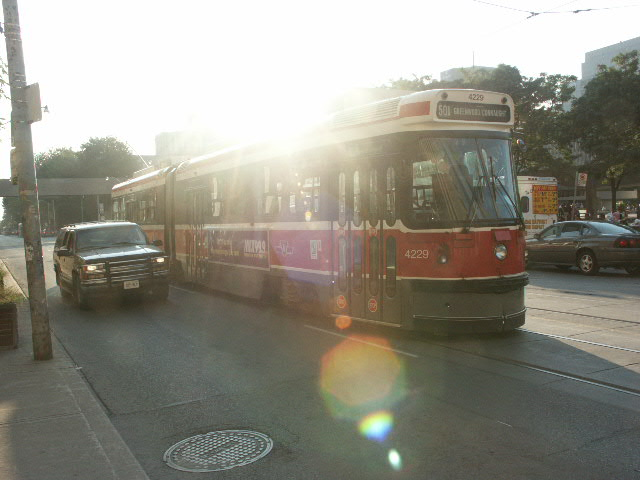
Um bonde parado devido ao apagão em Toronto.
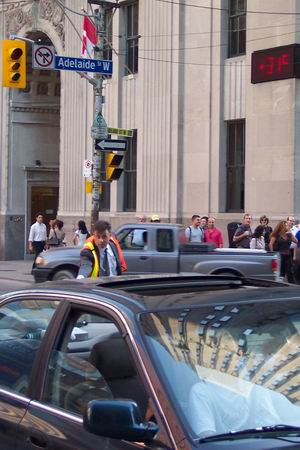
Voluntários receberam coletes fluorescentes da polícia para auxiliarem no trânsito das grandes cidades afetadas.